# Philosophie moderne
 (décembre 2016).
On appelle philosophie moderne la pensée qui, en Occident, s'étend sur ce que les historiens appellent l'époque moderne (1492-1789), incluant une partie de la Renaissance, le XVIIe siècle, et le siècle des Lumières. Elle ne doit pas être confondue avec la philosophie contemporaine.
La philosophie moderne est, d'une part, l'héritière de la pensée antique en bien des points. Les penseurs de l'époque moderne, comme Spinoza, Descartes, Leibniz ou Hume, sont en effet loin d'avoir rompu tout lien avec la philosophie des Anciens[réf. nécessaire]. Ils les connaissaient parfaitement[réf. nécessaire] et leur ont notamment emprunté une partie de leur vocabulaire. Mais, d'autre part, les Modernes ont souvent conçu leur propre travail comme une amélioration[réf. nécessaire] ou un dépassement de ce que les philosophes de l'Antiquité avaient déjà accompli, ce qui les conduisit parfois à s'opposer à ces derniers.
Par rapport à la philosophie antique et à la philosophie médiévale, la philosophie moderne, amorcée par la philosophie de la Renaissance, et intimement liée à l'essor de la science moderne, marque un profond renouveau de la pensée, tant dans le domaine politique, que dans la théorie de la connaissance ou encore la réflexion sur la religion.

## Caractéristiques principales
L'entreprise « d'améliorer » la philosophie antique apparaît clairement dans la philosophie politique, une des grandes caractéristiques de la philosophie moderne étant en effet d'avoir renouvelé celle-ci. Machiavel ou Hobbes ont tous deux voulu fonder la philosophie politique comme science, en la séparant nettement de l'éthique (alors que cette dernière et la politique étaient inséparables chez les grands penseurs de l'Antiquité comme Platon et Aristote). En outre, aussi bien Spinoza et Hobbes que Machiavel ont cherché à fonder la philosophie politique sur l'étude de l'homme tel qu'il est — et non de ce qu'il devrait être comme le faisaient les Anciens.
Mais la philosophie moderne, selon la période qui la délimite, comprend aussi, dès la fin du XVIIe siècle, la philosophie des Lumières : Locke, Rousseau, Diderot, Voltaire entre autres. Le mot « philosophe » y prend le sens nouveau de « membre du parti philosophique » au fur et à mesure que se dessine une philosophie politique qui privilégie la démocratie, la tolérance et la souveraineté du peuple, que ce soit dans le Traité théologico-politique de Spinoza, le Contrat social de Rousseau ou dans Les deux Traités du gouvernement civil de Locke.

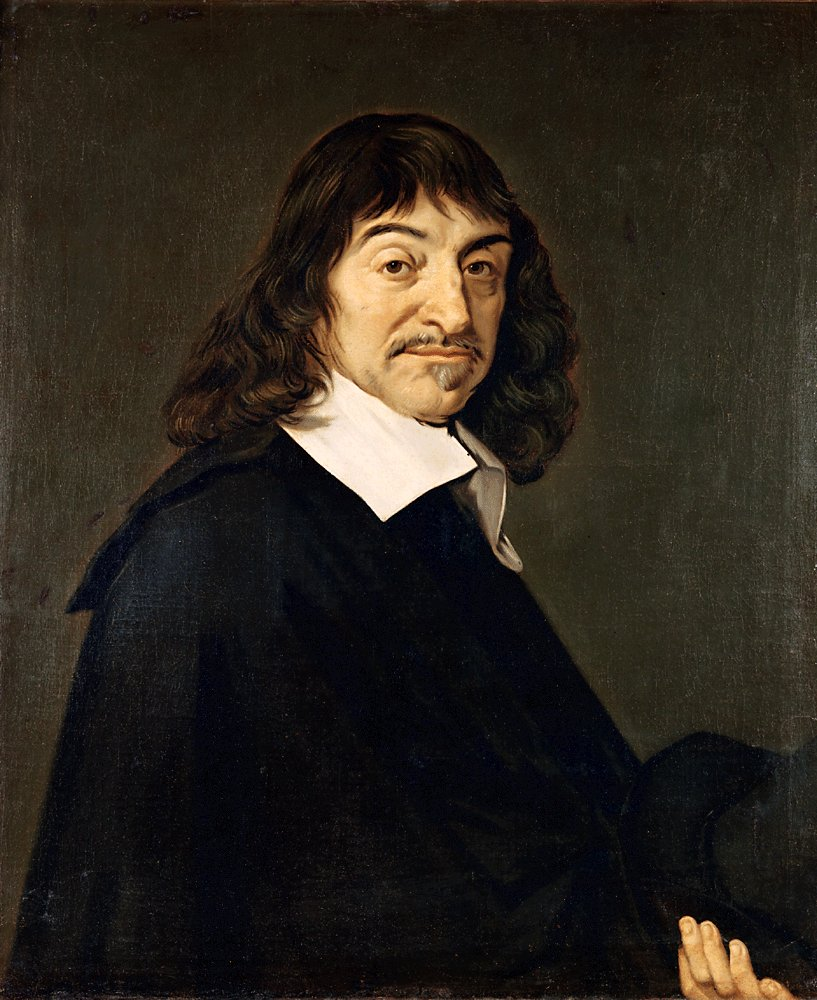
René Descartes (1596-1650), représentant du rationalisme.

L'autre grande caractéristique de la philosophie moderne est l'importance qu'y joue la science, même s'il faut remarquer que la philosophie du XVIIe siècle privilégie plutôt les mathématiques et la physique (mécaniste), alors que les philosophes du XVIIIe se tournent davantage vers la biologie. Les penseurs menaient en effet souvent une carrière de savant, ou nourrissaient en tout cas un vif intérêt pour la science. Leibniz et Descartes, notamment, étaient de grands savants, de même qu'un siècle plus tard Diderot développa des réflexions annonçant le transformisme. Du point de vue de la méthode, la philosophie s'inspire alors soit des mathématiques (tels Descartes et Spinoza), soit de la physique (Hobbes) ; ou bien elle tente de fonder une méthode applicable à tous les domaines du savoir : philosophie, physique, mathématiques, etc., par exemple pour Leibniz. La méthode de la philosophie s'inspire donc souvent de celle des sciences ou des mathématiques.

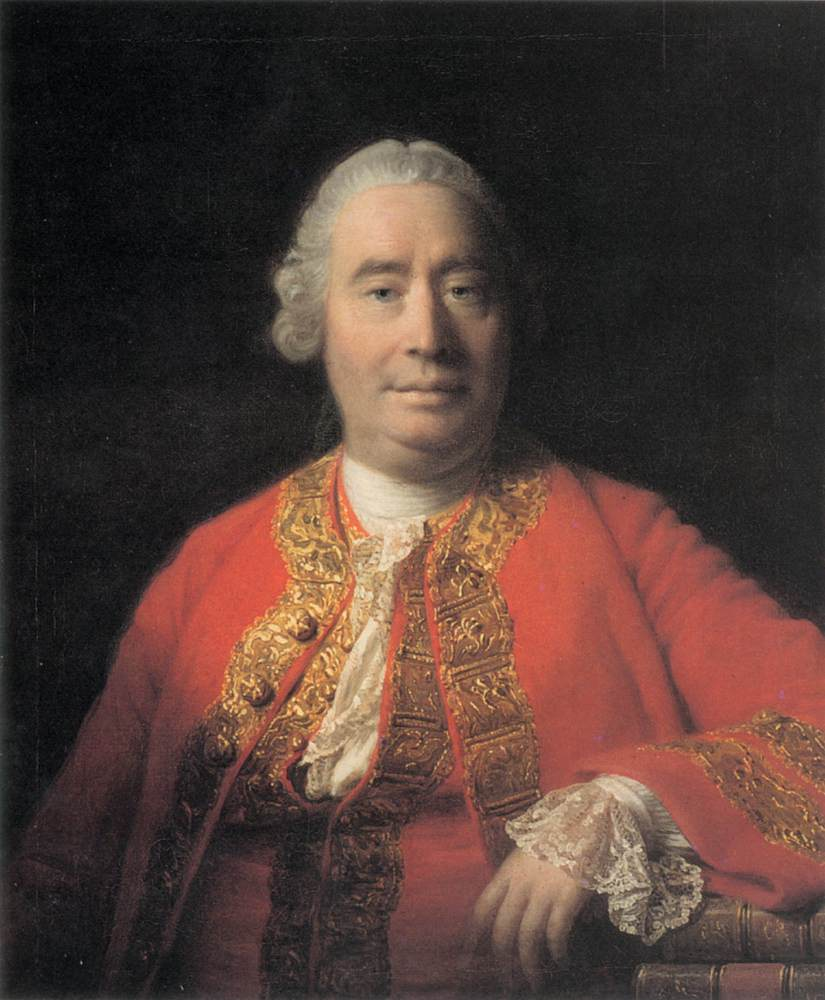
David Hume (1711-1776), représentant de l'empirisme.

Enfin, en ce qui concerne la théorie de la connaissance, il est traditionnel de distinguer deux grands courants : le rationalisme (avec Descartes, Leibniz et Spinoza) et l'empirisme (Hume et Locke). De façon très schématique, les « rationalistes » affirment l'existence d'une connaissance indépendante de l'expérience, purement intellectuelle, universellement valable et indubitable. Les empiristes, eux, affirment que toute connaissance procède de l'induction et de l'expérience sensible. Ce sont souvent aussi des sceptiques (par exemple Hume) qui affirment qu'il n'existe aucune connaissance universellement valable, mais seulement des jugements nés de l'induction et que l'expérience pourra réfuter.
Le philosophe allemand Kant défend une position originale dans cette discussion en avançant que toute connaissance empirique est subordonnée à des formes de la sensibilité a priori ou intuitions pures (espace, temps) qui rendent possible cette expérience. Sa philosophie combine donc à la fois l'empirisme en ce qu'elle ne nie pas le rôle de l'expérience dans nos connaissances et le rationalisme, puisque le propre de ces formes a priori est précisément d'échapper à l'expérience. Kant distingue ainsi la connaissance a priori établie indépendamment de toute expérience (par exemple, la connaissance logique) de la connaissance a posteriori fondée au moyen l'expérience (par exemple, l'énoncé selon lequel la Terre tourne autour du soleil).

## Principaux représentants et œuvres

### Principaux représentants
Les principaux philosophes de l'époque moderne sont, par ordre chronologique :
- Nicolas Machiavel (1469-1527)
- Michel de Montaigne (1533-1592)
- Giordano Bruno (1548-1600)
- Francis Bacon (1561-1626)
- Hugo Grotius (1583-1645)
- Thomas Hobbes (1588-1679)
- René Descartes (1596-1650)
- Blaise Pascal (1623-1662)
- John Locke (1632-1704)
- Baruch Spinoza (1632-1677)
- Nicolas Malebranche (1638-1715)
- Gottfried Wilhelm Leibniz (1646-1716)
- Giambattista Vico (1668-1744)
- George Berkeley (1685-1753)
- Montesquieu (1689-1755)
- Voltaire (1694-1778)
- David Hume (1711-1776)
- Jean-Jacques Rousseau (1712-1778)
- Emmanuel Kant (1724-1804)

### Œuvres majeures
- Nicolas Machiavel, Le Prince, 1532.
- Michel de Montaigne, Essais, 1580-1588.
- René Descartes, Discours de la méthode, 1637.
- René Descartes, Méditations métaphysiques, 1641.
- Thomas Hobbes, Léviathan, 1651.
- Baruch Spinoza, Traité théologico-politique, 1670.
- Baruch Spinoza, Éthique, 1677.
- John Locke, Essai sur l'entendement humain, 1689.
- David Hume, Traité de la nature humaine, 1740.
- Jean-Jacques Rousseau, Du contrat social, 1762.
- Emmanuel Kant, Critique de la raison pure, 1781.